# موزه هنرهای معاصر قرن بیست‌ویکم، کانازاوا
موزه هنرهای معاصر قرن بیست‌ویکم، کانازاوا (به ژاپنی: 金沢۲۱世紀美術館 Kanazawa Nijūisseiki Bijutsukan) یک موزهٔ هنر معاصر در مجاورت باغ کنروکو-ان در کانازاوا، ایشیکاوای ژاپن است. طرح بنای موزه اثر معماران سرشناس ژاپنی کازویو سجیما و ریوئه نیشی‌زاوا از شرکت ساناآ است که درسال ۲۰۰۴ تکمیل شده‌است.
بنای موزه استوانه‌ای با قطر ۱۱۲٫۵ متر است.
پس از یک سال از افتتاح موزه در اکتبر ۲۰۰۵ تعداد ۱٬۵۷۰٬۰۰۰ نفر از این موزه بازدید کرده بودند.
غالب کلکسیون‌های این موزه اینستالیشن‌های هنر مکان-ویژه هستند که ارتباط نزدیکی با منطقهٔ کانازاوا برقرار می‌کنند.